# ロンド・ファン・フラーンデレン2009
ロンド・ファン・フラーンデレン2009(Ronde van Vlaanderen 2009)は、ロンド・ファン・フラーンデレン(UPT)の93回目のレース。2009年4月5日に行われた。当レース最大の難所と言われるコッペンベルグ(約188km地点)をはじめ、16の登坂箇所が設けられ、内10箇所が石畳（アスファルト区域と混在しているところも含む）となっている。
昨年の優勝者のステイン・デヴォルデルが、残り約15km地点付近にある勾配差約20％のミュール(Muur。『壁』の意味)を利して前団を捕らえ、そのままゴールまで独走。連覇を達成した。

## 結果
ブリュッヘからニノヴまでの259.7km
|    | 選手名                   | 国籍       | チーム                                 | 時間          |
| -- | ------------------------ | ---------- | -------------------------------------- | ------------- |
| 1  | ステイン・デヴォルデル   | ベルギー   | クイックステップ                       | 6時間01分04秒 |
| 2  | ハインリヒ・ハウスラー   | ドイツ     | サーヴェロ・テストチーム               | +59秒         |
| 3  | フィリップ・ジルベール   | ベルギー   | サイレンス・ロット                     | 同            |
| 4  | マルテイン・マースカント | オランダ   | ガーミン・スリップストリーム           | 同            |
| 5  | フィリッポ・ポッツァート | イタリア   | チーム・カチューシャ                   | 同            |
| 6  | マティ・ブレシェル       | デンマーク | チーム・サクソバンク                   | 同            |
| 7  | マルクス・ブルクハルト   | ドイツ     | チーム・コロンビア＝ハイロード         | 同            |
| 8  | ビェルン・ルークマンス   | ベルギー   | ヴァカンソレイル                       | 同            |
| 9  | マルティン・エルミガー   | スイス     | アージェードゥーゼル・ラ・モンディアル | 同            |
| 10 | ベルト・デワール         | ベルギー   | ラントバウクレディート・コルナゴ       | 同            |